# Charles Talamon
 (mars 2019).
Si vous disposez d'ouvrages ou d'articles de référence ou si vous connaissez des sites web de qualité traitant du thème abordé ici, merci de compléter l'article en donnant les références utiles à sa vérifiabilité et en les liant à la section « Notes et références ».
 (mars 2019).
Charles Henri Louis Talamon, né le 22 juillet 1850 à La Nouvelle-Orléans et mort le 9 février 1929 à Paris, est un médecin français.
La famille Talamon, originaire de Corrèze, était installée à Nay depuis la Révolution. D'autre part, son arrière-grand-père fut maire de Nay.

## Ses découvertes médicales

### Le pneumocoque
On croyait par le passé que la pneumonie était une maladie locale, susceptible de se généraliser. Mais un jour, le docteur Talamon décrit pour la première fois le microbe du pneumocoque, une bactérie du genre Streptococcus, le plus courant des agents responsables de la pneumonie. Le docteur en conclut donc que la pneumonie est une maladie générale à détermination pulmonaire.

### L'albuminurie physiologique:Traité de l'albuminurie et du mal de Bright
Le docteur Talamon fut lauréat de l'Académie de médecine et de l'Instruit en 1888. Il était resté le collaborateur de son maître Lecorche dont il devient l'ami et qui lui laissa sa clientèle. En collaboration avec lui, il publia plusieurs ouvrages importants : Études médicales faites à la Maison municipale de la santé et Traité de l’albuminurie et du mal de Bright qui renferme de nombreux documents. Un chapitre de ce traité est particulièrement intéressant, celui de l'albuminurie dite physiologique, que le docteur Talamon étudiera encore dans : Notes cliniques sur l'albuminurie, albuminurie physiologique, albuminurie minima de 1892 et dans son rapport sur la valeur de l’albuminurie au Congrès de Nancy. Les maladies des reins furent toujours un de ses sujets de prédilection ; il analysait lui-même l'urine de tous ses malades et dosait extemporanément l'albuminurie par la méthode de Brandberg.

### L'appendicite:Appendicite et périphlite
De plus, le travail de docteur Talamon sur l'appendicite, jusque là méconnue, n'est pas moins original. En effet, en 1892, il éditait un livre intitulé Appendicite et pérityphlite qui résume toutes ses recherches commencées en 1882. Talamon fait une description détaillée de l'appendicite vermiforme, « organe inutile et nuisible », et montre tout l’intérêt qu'il y a à bien connaître sa situation et ses déviations. Pour expliquer la virulence des appendicites, il avait comparé l'appendicite à un vase clos et soutint que les corps étrangers déterminaient l'oblitération de l'orifice, d'où stagnation du liquide dans « l'appendicite à vase clos », expression prononcée pour la première fois. Il montra que le rôle actif dans la perforation appartient aux microbes et il décrivit enfin les différentes formes cliniques : la forme simple aiguë, la forme chronique, la forme suppurée. C'est à lui et à M. Rendu qu'on est redevable de la connaissance des fausses appendicites hystérique. Le docteur Talamon fut donc plus qu'un précurseur; il fut véritablement l'homme qui a fait connaître l’appendicite en France, et l'on comprend l’âpreté de sa polémique avec le docteur Georges Dieulafoy lorsqu'il se rendit compte que par son talent descriptif, son rival lui ravissait en partie en partie la gloire de sa découverte.

## Sa période d'expérimentation
Ensuite, l'activité scientifique de Talamon, si grande pendant les premières années, de 1882 à 1892, va se ralentir tout à coup. Médecin de l’hôpital Tenon le 1er janvier 1892, puis de l’hôpital Bichat le 1er janvier 1899, il va encore accumuler une somme considérable d'observation mais il ne cherchera plus à en tirer parti. Ce n'est plus que dans des publications de détail que l'on retrouvera la marque de son esprit si original. Parmi les nombreux travaux de Talamon sur les sujets les plus variés, il faut citer le traitement de « l'érysipèle par les pulvérisations de sublimé (bichlorure de mercure utilisé comme antiseptique) », sur la mise au point de la « méthode de Bucelli dans les tétanos ». Plus tard, il expérimentera le traitement de la pneumonie par le « sérum antidiphtérique », il abandonna ces essais à la suite d'une protestation des médecins d'enfants, qui craignaient de manquer de sérum pour le traitement de la dyphérie. Pendant plusieurs mois, il rechercha le microbe de la coqueluche et tenta d'inoculer cette maladie à des chats, au grand désespoir de sa domestique qui voyait l'appartement empli de ces animaux. Et enfin dans sa contribution à la thèse de son élève Norrero sur les Particularités de la cirrhose alcoolique chez la femme (cirrhose an ascitique avec ictère) mais dont la paternité de la forme clinique lui revient. On doit aussi au Docteur Talamon, en collaboration avec M. Doleris, un Essai de Technique microbiologique pour la culture des microbes (1880).

## Sa période journalière
Enfin, quand Germain Sée eut fondé la « Médecine Moderne », régulièrement des Notes de lectures, dans lesquelles il faisait connaître, grâce à sa parfaite connaissance de la langue anglaise, les principaux travaux parus en Angleterre et aux États-Unis. Entre temps il collaborait au "Petit Journal" ou, rédacteur scientifique sous le pseudonyme de « Docteur OX », il publiait des chroniques médicales. La guerre prolongea son activité hospitalière qui eut dû prendre fin en 1916. Il dut abandonner son service de l'hôpital Bichat, en 1916. Dès lors, il consacra les loisirs que lui laissait une clientèle encore active, à la fréquentation de la Bibliothèque Nationale, où il s'adonnait de nouveau à ses chères études d'histoire.
À la fin de l'année 1915, on lui attribuait le titre de médecin honoraire d'hôpitaux.
Le 19 mars 1931, l'Administration rendait un juste hommage à la mémoire de cet homme en mettant sous patronage une salle du nouveau pavillon de médecine de l'hôpital Bichat. Il avait été nommé chevalier de la Légion d'honneur par décret du 20 juillet 1892 du Ministère de l'intérieur, suivi d'une réception le 9 octobre 1892 par le docteur Lecorche, professeur agrégé à la Faculté de Médecine.
Le 9 février 1929 à Paris, alors que le docteur Talamon se préparait à aller déjeuner chez des amis, il fut atteint brusquement d'un syndrome abdominal suraigu. Il fit aussitôt mander son notaire, et ce n'est qu'après avoir mis en ordre ses affaires qu'il consentit à recevoir l'injection de morphine que lui conseillait son ami le professeur Tuffier, mandé près de lui en toute hâte. Il succomba le soir même.
Son corps, selon ses dernières volontés, fut rendu à la terre de Béarn, mais comme il l'avait demandé par testament, ses obsèques se firent sans cérémonies civile ni religieuse, et il fut inhumé dans le cimetière de Nay, où il repose auprès de ses parents.
Ainsi disparaissait un serviteur éminent de la science et de la médecine française, et Nay peut se glorifier d'avoir eu en son sein un homme de renommée internationale dans un temps ou la science restait, isolée, discrète et sans gloire, et la rue qui porte son nom consacre ainsi la mémoire d'une ville, à un homme, à une œuvre et à une vie de dévouement consacrée à la recherche médicale.

## Récompenses et distinctions officielles
- Chevalier de la Légion d'honneur